# 奇良維耶霍

奇良維耶霍（西班牙語：Chillán Viejo），是智利的城市，位於該國中部比奧比奧大區的紐布萊省，面積291.8平方公里，海拔高度124米，2012年人口28,735人，人口密度每平方公里98人。
36°37′26″S 72°8′9″W / 36.62389°S 72.13583°W